# 퍼스트 러브 (2019년 영화)
《퍼스트 러브》(일본어: 初恋)는 2019년 제작된 일본, 영국의 드라마 영화로, 미이케 다카시가 감독을 맡았다.

## 출연진
- 쿠보타 마사타카 - 가쓰라기 레오
- 고니시 사쿠라코 - 사쿠라이 유리 / 모니카
- 오오모리 나오 - 오토모 형사
- 소메타니 쇼타 - 가세
- 벡키 - 줄리
- 우치노 세이요 - 곤도
- 옌정궈 - 옌
- 돤댜오하오 - 돤
- 무라카미 준 - 이치카와
- 시오미 산세이 - 두목 대행
- 미우라 타카히로 - 야스
- 후지오카 마미 - 치아치
- 야지마 마이미
- 데아이 마사유키 - 조지마
- 타키토 겐이치 - 의사
- 벤가루
- 미모토 마사노리

## 기타
- 수입사 :  도키엔터테인먼트, 와일드 릴리즈

## 수상
- 2019년 제24회 부산국제영화제 후보 미드나잇 패션 (미이케 다카시)
- 2019년 제44회 토론토국제영화제 후보 미드나잇 매드니스 부문 (미이케 다카시)
- 2019년 제67회 산세바스티안국제영화제 후보 자발테기 부문 (미이케 다카시
- 2019년 제68회 멜버른 국제 영화제 후보 국제영화, 심야 상영 (미이케 다카시)
- 2019년 제30회 싱가포르 국제 영화제 후보 미드나잇 메이헴 (미이케 다카시)
- 2019년 제50회 인도국제영화제 후보 필름메이커 인 포커스 (미이케 다카시)
- 2019년 제63회 런던국제영화제 후보 스페셜 프레젠테이션 (미이케 다카시)
- 2019년 제30회 스톡홀름영화제 후보 트왈라잇 존 (미이케 다카시)
- 2019년 제35회 바르샤바 국제 영화제 후보 특별 상영 (미이케 다카시)
- 2019년 제21회 리우 데 자네이루 국제영화제 후보 미드나잇 무비스 (미이케 다카시)
- 2019년 제34회 마르델플라타 국제영화제 후보 미드나잇 스크리닝 (미이케 다카시)
- 2020년 제14회 아시안 필름 어워드 후보 남우주연상 (쿠보다 마사타카), 신인상 (코니시 타카하코), 최우수 시각효과상 (오오타가키 카오리)
- 2020년 제31회 팜스프링스 국제영화제 후보 모던 마스터스 (미이케 타카시)